# Gustav Perčec
Gustav Perčec (Valpovo, 1885. — Longobucco, općina Sila, provincija Cosenza, Italija, veljača 1935.) je bio ustaški dužnosnik. 
Imao je posjed uz Dravu kod Ferdinandovca. Prije uvođenja karađorđevićevske diktature ondje je iznajmljivao čamce za ribolov. Budući da je bio jedan od "dvovlasnika", koji su imali svoje posjede i
na mađarskoj strani. Često je kontaktirao s Mađarima, zbog čega je poslije emigriranja dobio zadaću voditi akcijama iz Mađarske prema Jugoslaviji. Teren je bio pogodan, jer dobar dio granice u Podravini nije činila sama rijeka Drava, pa je to područje postalo najznačajnije područje djelovanja ustaša prema Jugoslaviji. Sredinom 1929. već je počeo organizirati osposobljavanje operativaca za terorističke akcije u Kraljevini SHS.
Do 1929. uređivao je list Hrvat.
Uvođenjem Šestosiječanjske diktature, uslijedio je progon političkih protivnika. Otišao je u emigraciju kao HSS-ovi prvaci Juraj Krnjević i August Košutić, kao i radikalni nacionalisti Ante Pavelić (poslanik Narodne skupštine iz redova Hrvatskog bloka), Branimir Jelić i dr. a da bi izbjegli uhićenje.
Perčecov i Jelićev odlazak uslijedio je nakon što je policija i žandarmerija nasilno ugušila prosvjed koji su njih dvoje organizirali: Aktivnost pravaške omladine došla je do izražaja u demonstracijama 1. decembra 1928. povodom proslave 10-godišnjice ujedinjenja. Naime, na toranj zagrebačke katedrale, u trenutku okupljanja viših oficira i državnih službenika, izvješene su dvije crne i jedna hrvatska zastava. Obje crne zastave su pale na okupljene uzvanike pred ulazom u katedralu. Kada je policija uhitila dva omladinca (sudionika incidenta), te ih sprovodila do policijske postaje, došlo je u Petrinjskoj ulici do sukoba s grupom demonstranata i krvoprolića. Organizatori te akcije Branimir Jelić i Gustav Perčec tada su ilegalno napustili zemlju.
Paveliću, Perčecu, Jeliću, Košutiću i Krnjeviću se u izbjeglištvu postupno pridružilo još desetak hrvatskih sveučilištaraca i radnika. Pavelić i Perčec posjećuju Sofiju i potpisuju 20. travnja 1929. s predstavnicima Makedonskog nacionalnog komiteta Sofijsku deklaraciju, koja naglašava da će koordinirati "svoju legalnu djelatnost za izvojštenje čovječjih i narodnih prava, političke slobode te podpune nezavisnosti i Hrvatske i Makedonije". Jugoslavija je protestirala Bugarskoj. Zbog ove deklaracije Pavelića i Perčeca Sud za zaštitu države u Beogradu osudio je zbog veleizdaje 17. srpnja 1929. na smrt. U domovini je ostao Stipe Javor ostao je u Zagreb i održavao komunikaciju s njima, radi izvješćivanja o situaciji u domovini.
Ljeta 1931. uzeo je u Mađarskoj u zakup posjed Janka-puszta (Jankovac) posredovanjem mađarskih vlasti lažnim imenom Emil Horvath.
Prosinca 1931. godine na Janka Puszti, u Mađarskoj, kod Velike Kaniže, blizu državne granice, organizirao je ustaški centar, uz dopuštenje mađarskih vlasti. Ustaše iz ovog vježbovnog logora djelovale su preko granice i razvile jaku mrežu u Prekodravlju i kod Đelekovca. Dok nije osnovan logor Janka-puszta, ustaše su najviše djelovala preko granice kod Ferdinandovca.
Ljeti 1932. na sastanku u mjestu Spittalu (Austrija), na kojem su sudjelovali ustaški emigranti Ante Pavelić, Gustav Perčec i Vjekoslav Servatzy, nakon izvršenih priprema, donesena je odluka o podizanju ustanka u Lici. 
Pokrenuo je u Beču 1930. godine Grič, hrvatski emigrantski list. Bio mu je prvi urednik.
Vježbovni logor u Jankovcu jako je loše vodio, zbog čega se zavadio s Igorom Domitrovićem, jednim od prvih pitomaca tog logora. Trzavice s Domitrovićem prenijele su se na sve pitomce. Domitrović je upozoravao da je stvar otišla dotle da je pisao Paveliću da će zbog tih trzavica biti i krvi, ne promijeni li se što ondje. Perčec svojim ponašanjem nije pridonosio gašenju usplamsalih strasti. Nezadovoljnike je vrlo oštro kažnjavao, čak ih je zatvarao. Bijes je bio još veći i dogodilo se nasilje među dvjema skupinama. Nezadovojnici su tražili neka se smijeni Perčeca i postavi nekog drugog za zapovjednika. Stvar je "riješena" tako što su nezadovoljnici premješteni, dio ih je sam napustio logor. Perčec je dotle boravio s ljubavnicom Jelkom Podgorelec u Budimpešti, povremeno svraćajući u logor za izvidjeti stanje. Sredinom 1932. u logor je došao Ivan Perčević da bi pomogao u vođenju vježbališta.
Prividno smireno stanje potrajalo je sve dok nije u Jugoslaviju pobjegla Perčecova ljubavnica Jelka Pogorelec koja je radila za jugoslavensku tajnu službu. Sa špijunažom je počela u drugoj fazi logora Janka-puszta. Vodstvo ustaškog pokreta već je i prije sumnjalo u nju. Poslije je Ivan Perčević kao izaslanik Ante Pavelića došao u logor upozoriti Perčeca neka prekine odnose s njom, što Perčec nije učinio.
Zbog slučaja s Jelkom Podgorelec, pao je u nemilost Pavelića. Ubijen je u Italiji.

## Vanjske poveznice
- James S. Sadkovich: The use of political trials to repress Croatian dissent 1929-1934, Journal of Croatian Studies, XXVIII-XXIX, 1987-88 Annual Review of the Croatian Academy of America, Inc. New York, N.Y., Electronic edition by Studia Croatica